# نالجوندا
نالجوندا رمزها «NA» (بالإنجليزية: Nalgonda)‏ ، هو تقسيم إداري لدولة الهند تتبع ولاية أندرا برديش (بالإنجليزية: Andhra  Pradesh)‏ ، مركزها هو مدينة نالجوندا (بالإنجليزية: Nalgonda)‏ عدد سكانها حسب تعداد سنة 2001 هو 3,238,449 ، مساحتها 14,240 كم² وكثافة السكان 227 لكل كم² .